# Eisenerz
Eisenerz – miasto w środkowej Austrii, w kraju związkowym Styria, w powiecie Leoben. Leży u podnóża Eisenerzer Reichenstein. Liczy 4329 mieszkańców (1 stycznia 2015). Ośrodek narciarski. Znajduje się tam kompleks skoczni Erzberg Arena.
W Eisenerz urodziła się znana austriacka skoczkini narciarska Daniela Iraschko-Stolz.
W mieście została założona wytwórnia muzyczna Napalm Records.

## Współpraca

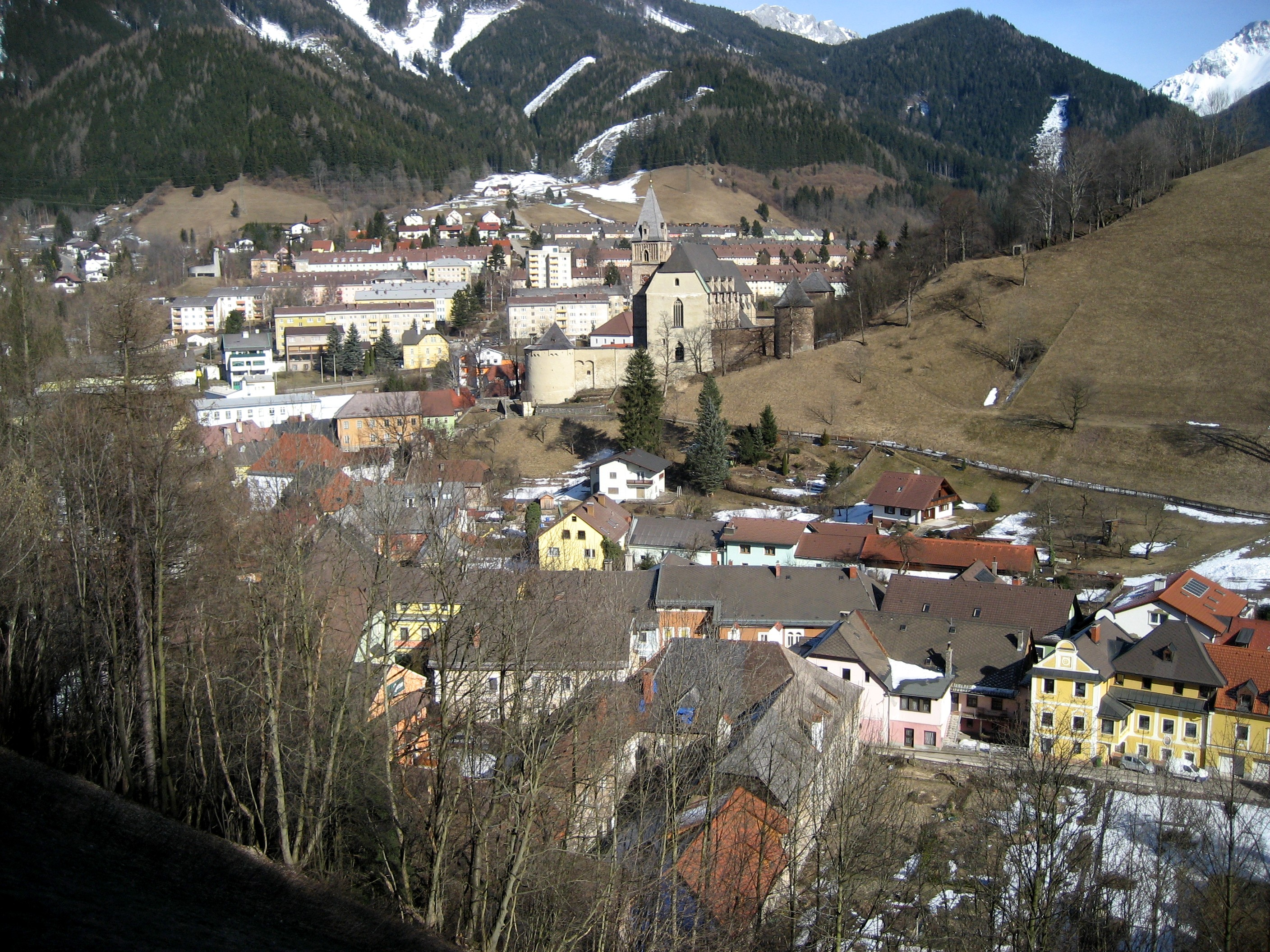
Widok na miasto

Miejscowość partnerska:
- Steyr, Górna Austria